# Ćuprija
Ćuprija (v srbské cyrilici Ћуприја) je město v centrálním Srbsku, 150 km jižně od Bělehradu a 90 km severně od Niše. Rozkládá se na ústí říčky Ravanica do Velké Moravy. Administrativně je součástí Pomoravského okruhu. V roce 2011 mělo podle sčítání lidu 22 302 obyvatel. Je sídlem stejnojmenné opštiny. 

## Název
Název města znamená v srbštině lávku; přestože v předtureckých dobách zde existovala již osada s názvem Ravno, v dlouhém období osmanské nadvlády se nakonec ujal název tureckého původu. Původní slovanský název se nakonec uplatnil u kláštera Ravanica a místní říčky.

## Historie

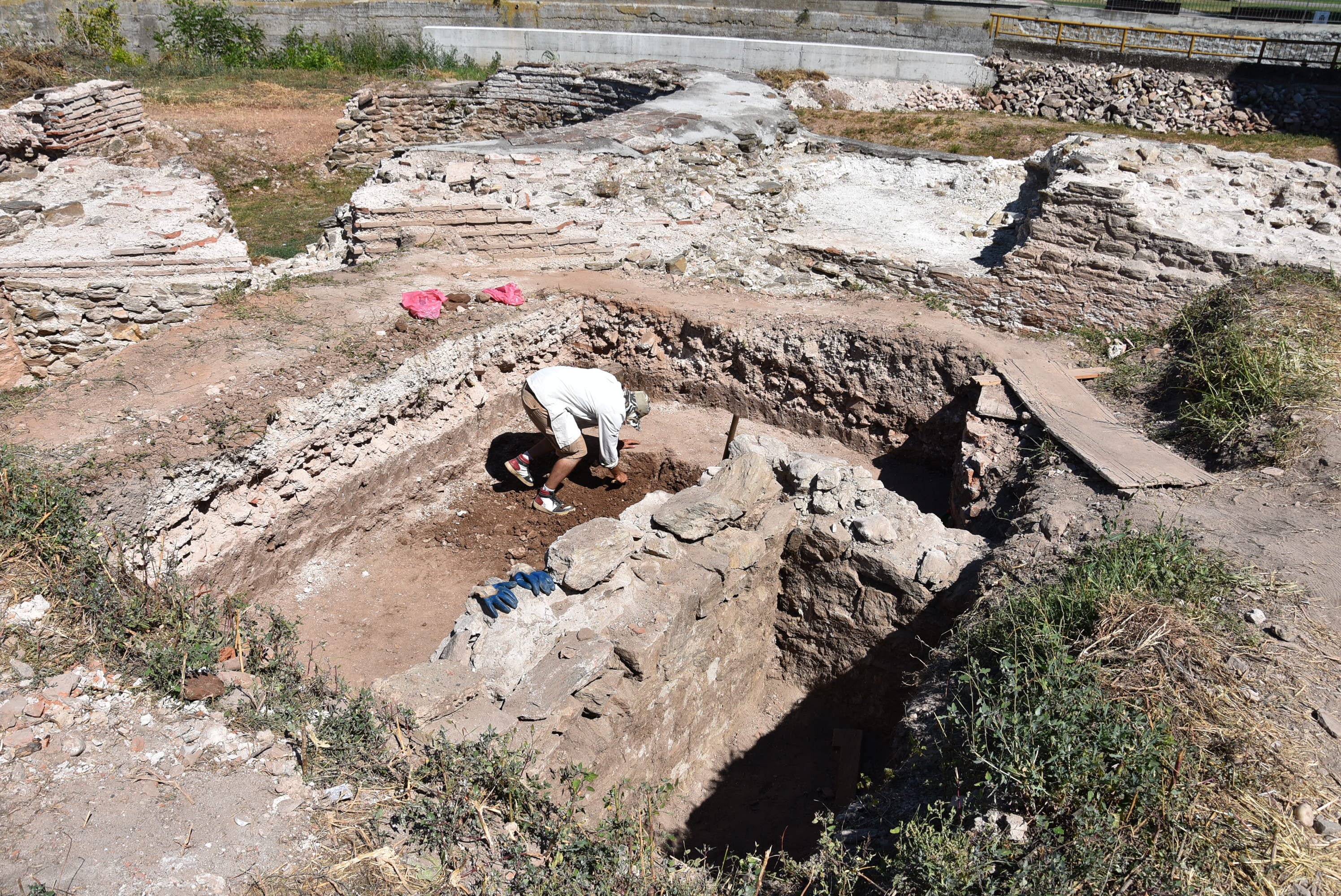
Antické vykopávky

V dobách Římské říše se zde nacházela osada s názvem Horeum Margi.
V roce 1805 se v blízkosti města odehrála jedna z klíčových bitev prvního srbského povstání, Bitva o Ivankovac. O několik let později, během druhého srbského povstání, se zde sešel Milan Obrenović se zástupci Osmanské říše a vyjednal autonomii Srbsku v oblasti výběru daní a samosprávy. V roce 1834 z Ćuprije odešli poslední Turci. Od roku 1899 má Ćuprija také vlastní školu. Dalšímu rozvoji města přispělo také zavedení železnice v 70. letech 19. století (z Bělehradu do Niše) a výstavba dálnice ve stejném směru o téměř sto let později.
Město bylo osvbozeno v druhé světové válce od fašismu dne 13. října 1944.
Na počátku 20. století založili Češi ve městě cukrovar, který byl později znárodněn a nějakou dobu po rozpadu Jugoslávie zanikl. Jeho areál byl v roce 2022 opuštěný.[zdroj?]. V roce 2016 město Ćuprija iniciovalo výstavbu nové průmyslové zóny na východním okraji města, blízko k dálničnímu výjezdu.

## Kultura

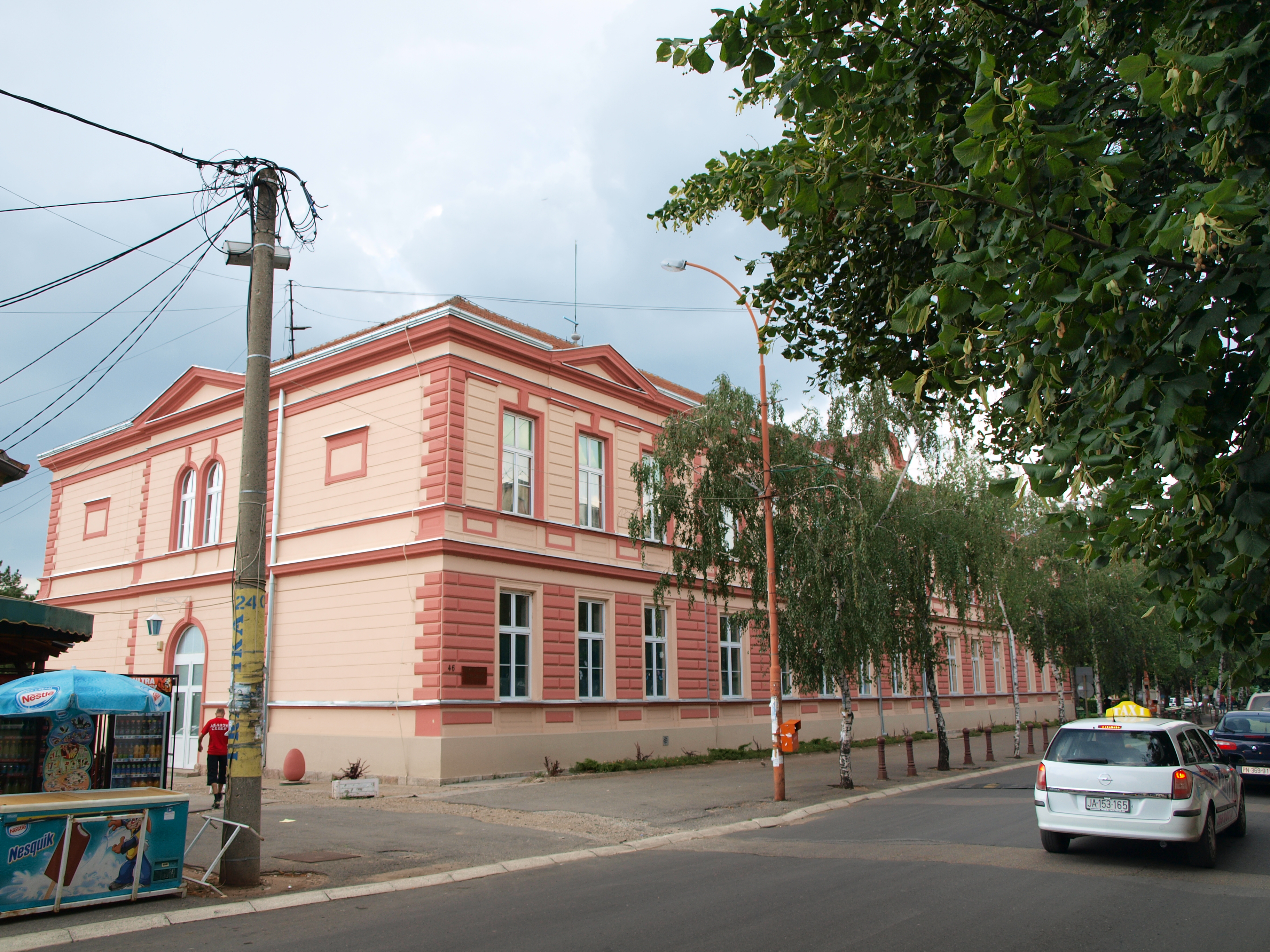
Budova školy

V blízkosti Ćuprije se nachází Klášter Ravanica a památník bitvy o Ivankovac.
V samotném středu Ćuprije stojí kostel sv. velkomučedníka Jiřího.
Město má rovněž i své kulturní centrum – srbsky Центар за културу Ћуприја. V Ćupriji také existuje muzeum, které je věnované antické osadě Horeum Margi. Založeno bylo roku 1954 a v současné budově je od roku 1993.

## Doprava
Město východním směrem obchází hlavní srbská dálnice – dálnice A1 z Bělehradu do Niše. Vede tudy také i železniční trať ve stejném směru, není zde však nádraží, které by město obsluhovalo; při přesunu trati do nové stopy zůstalo původní zcela mimo trať.

## Školství
V Ćupriji se nachází zemědělská vysoká škola. Kromě toho zde existuje také i gymnázium a technická škola.

## Známé osobnosti
Z Ćuprije pocházely následující slavné osobnosti:
- Vera Nikolićová, atletka
- Aleksandar Petrović, sportovní trenér
- Dragan Zdravković, atlet
- Zora Tomecić, atlet
- Vladan Đorđević, atlet
- Miroslav Pavlović, atlet
- Dragoljub - Dragan Nikitović, sportovní komentátor
- Snežana Pajkićová, atletka
- Dušan Matić, básník
- Dragoslav Mihailović, spisovatel
- Filip Stojković, fotbalista